# Pałata (rzeka)
Pałata (biał. Палата; ros. Полота, Połota) – rzeka płynąca przez Rosję i Białoruś. Ma 93 kilometry długości, z czego 7 km płynie w granicach Rosji, a 86 w granicach Białorusi.
Powierzchnia dorzecza wynosi 651 km², w granicach Białorusi: 470 km². Średni przepływ wody przy ujściu wynosi 4,8 m³/s, średnie nachylenie zwierciadła wody wynosi 0,5 m na kilometr.

## Geografia
Rzeka wypływa z jeziora Kołpino w Rosji, dalej przepływa przez Niekłocz. Na Białorusi przepływa przez Nizinę Połocką oraz przez jezioro Izmak. Ujście znajduje się w okolicy Połocka.

## Pochodzenie nazwy
Według jednej wersji nazwa pochodzi od bałtyckich słów: pal, palt, lit. pala "bagno", lit. palios „bagienne jezioro”, łot. palts, palte "kałuża, strumień deszczu". Według innej wersji nazwa jest związana z fiń. paltta, paltto, liw. paald, lap. puolda „klif, stok, krawędź, wzniesienie”, co tłumaczy się głównie stromymi brzegami rzeki.